# Loir en Vallée
Loir en Vallée is een gemeente in het Franse departement Sarthe (regio Pays de la Loire). De plaats maakt deel uit van het arrondissement La Flèche. Loir en Vallée is op 1 januari 2017 ontstaan door de fusie van de gemeenten Lavenay, La Chapelle-Gaugain, Poncé-sur-le-Loir en Ruillé-sur-Loir. De gemeente telde 2.052 inwoners op 1 januari 2022.

## Geografie
De oppervlakte van Loir en Vallée bedroeg op 1 januari 2022 64,76 vierkante kilometer; de bevolkingsdichtheid was toen 31,7 inwoners per km².

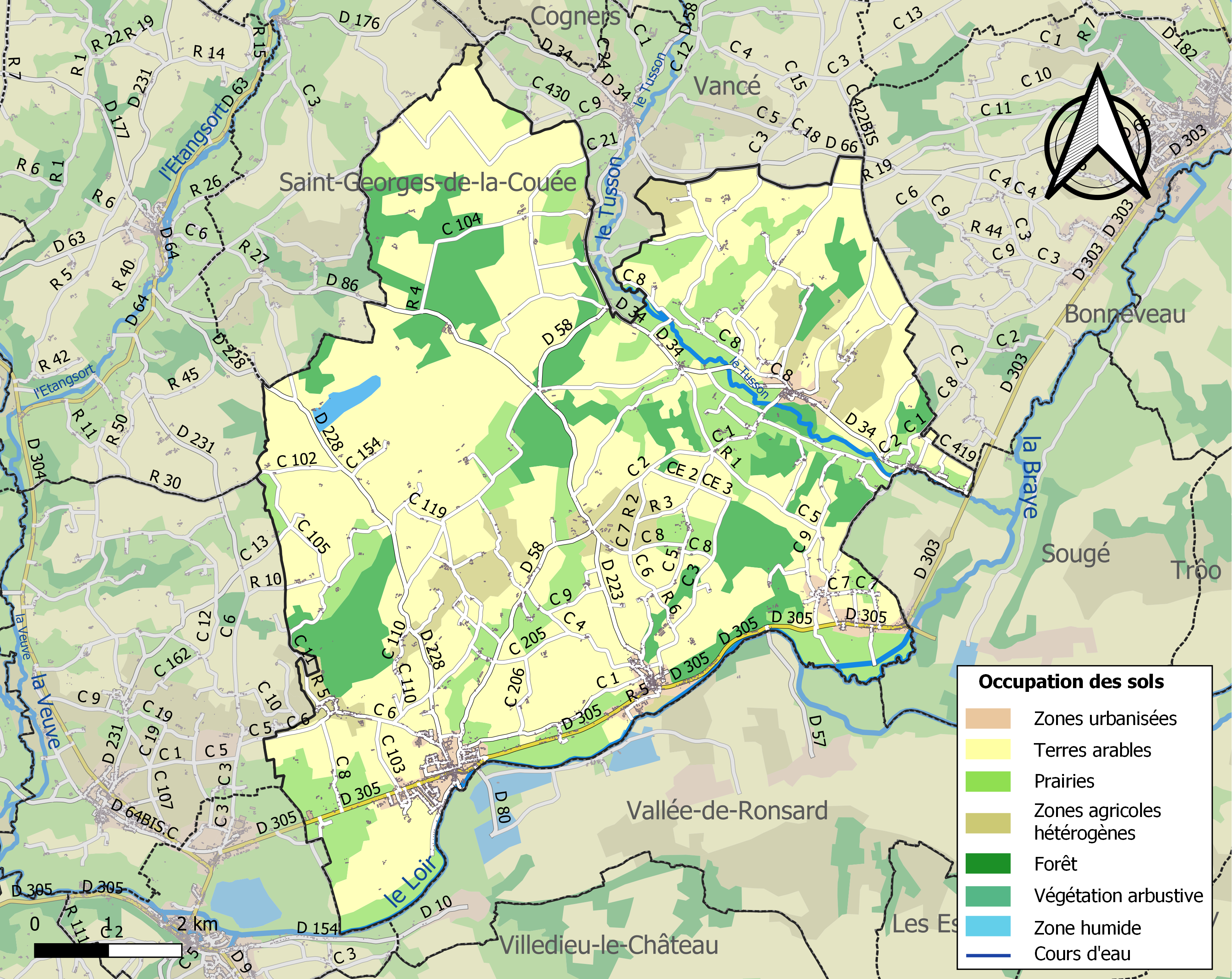
Kaart van de gemeente met de belangrijkste infrastructuur, bodemgebruik en omliggende gemeenten